# Los mil días de Allende
Los mil días de Allende es un libro editado en dos volúmenes por el Centro de Estudios Públicos, CEP. Contiene una recopilación de información de prensa chilena que avanza cronológicamente a través de los llamados 1000 días del gobierno de la Unidad Popular. El trabajo fue realizado en 1996 coordinado por Miguel González Pino y Arturo Fontaine Talavera como editores. El libro fue complementado con portadas, caricaturas y fotografías.
La publicación no es una historia oculta ni una investigación ni un ensayo de lo que pudo haber ocurrido. Trata de recrear la atmósfera política e informativa que vivían los chilenos y recopilar el valioso material periodístico que se encuentra disperso o que estaba en vías de destrucción que estimaron podían ser útiles para quienes deseen estudiar o conocer un poco más de aquel período de la historia de Chile. 
Se desarrolla en forma cronológica en 8 capítulos que abarcan desde el 4 de septiembre de 1970 hasta el 11 de septiembre de 1973. Tiene algunos comentarios previos del programa de la Unidad Popular y culmina con los bandos 1 y 5 de la Junta Militar de Gobierno y la información sobre el último discurso de Allende.
La selección de artículos tuvo como base principal los diarios El Mercurio, La Segunda, La Tercera, La Nación, Las Últimas Noticias, El Siglo (vocero oficial del Partido Comunista de Chile), Las Noticias de Última Hora (tabloide vespertino vinculado al Partido Socialista), Puro Chile (vinculado al Partido Comunista), La Prensa y La Tarde (ambos relacionados con el Partido Demócrata Cristiano), Clarín (perteneciente al comienzo del período a Darío Sainte Marie, empresario de izquierda, y luego adquirido por personeros vinculados al gobierno de la Unidad Popular, y según algunas versiones, adquirido por el propio Salvador Allende) y Tribuna (de propiedad de conocidos militantes del Partido Nacional). También se usaron como fuentes algunos periódicos regionales y revistas tales como SEPA y PEC, vinculados a la oposición de derecha, Política y Espíritu, órgano del partido democratacristiano, Punto Final, vocero del MIR, Chile Hoy y otros.
Entre las fuentes documentales se emplearon la cronología realizada por Teresa Donoso Loero, publicado como Breve Historia de la Unidad Popular, el trabajo realizado por un equipo dirigido por Manuel Antonio Garretón titulado Cronología del período 1970 1973 ; El libro realizado por el Instituto de Estudios Políticos bajo la dirección de Claudio Orrego V. y la recopilación de Andrés Echeverría B. y Luis Frei B. titulado 1970-73: La Lucha por la Juricidad en Chile ; el libro Antecedentes Histórico-jurídicos 1972-1973 y otros trabajos monográficos. También se extrajo material del archivo de prensa del Centro de Estudios Públicos.